# Chaloemphon Tanbut
Chaloemphon Tanbut (3 de septiembre de 1991) es un deportista tailandés que compitió en bochas adaptadas. Ganó una medalla de bronce en los Juegos Paralímpicos de Río de Janeiro 2016 en la prueba de dobles mixto (clase BC4).

## Palmarés internacional
| Juegos Paralímpicos | Juegos Paralímpicos     | Juegos Paralímpicos | Juegos Paralímpicos |
| Año                 | Lugar                   | Medalla             | Prueba              |
| ------------------- | ----------------------- | ------------------- | ------------------- |
| 2016                | Río de Janeiro (Brasil) | Medalla de bronce   | Dobles BC4 mixto    |